# Emden (Illinois)
Emden est un village du comté de Logan dans l'Illinois, aux États-Unis,. Il est situé au centre du comté et incorporé le 11 juin 1894.

## Démographie
Lors du recensement de 2010, le village comptait une population de 485 habitants. Elle est estimée, en 2016, à 473 habitants.

### Source de la traduction
- (en) Cet article est partiellement ou en totalité issu de l’article de Wikipédia en anglais intitulé « Emden, Illinois » (voir la liste des auteurs).